# The Sea
The Sea е петият студиен албум на английската певица Мелани Си, издаден през 2011 г. Албумът успява да достигне 45-о място във Великобритания.

## Списък с песните

### Оригинално издание
1. The Sea – 4:51
2. Weak – 3:24
3. Think About It – 3:47
4. Beautiful Mind – 3:41
5. One by One – 4:06
6. Stupid Game – 3:20
7. All About You – 4:01
8. Burn – 4:00
9. Drown – 3:59
10. Get Out of Here – 4:10
11. Enemy – 8:12

### iTunes издание
1. Let There Be Love – 3:33

### Немско издание
1. Think About It – 3:47
2. Burn – 4:00
3. Get Out of Here – 4:10
4. Weak – 3:24
5. Stupid Game – 3:20
6. Let There Be Love – 3:33
7. Drown – 3:59
8. All About You – 4:01
9. The Sea – 4:51
10. Beautiful Mind – 3:41
11. One By One – 4:06
12. Rock Me – 3:13

### iTunes издание
1. Enemy – 8:12

### Amazon MP3 издание
1. Think About It (акустична версия – на живо от Hitradio Ö3) – 3:23